# Jan Maszkowski
Jan Kanty Ignacy Maszkowski (ur. 16 października 1794 w Chorostkowie, zm. 20 października 1865 w Barszczowicach) – polski malarz.
Od 1815 studiował malarstwo w Akademii Sztuk Pięknych w Wiedniu pod kierunkiem Heinricha Fügera i Jana Chrzciciela Lampiego. 
Malował portrety, obrazy historyczne, sceny rodzajowe. Prowadził we Lwowie szkołę malarską, w której kształcili się między innymi Juliusz Kossak, Artur Grottger, Henryk Rodakowski i Stanisław Tarnowski. Był ojcem Karola – rektora Politechniki Lwowskiej, Rafała – słynnego w Europie dyrygenta, i Marcelego – zmarłego młodo malarza lwowskiego.

## Galeria

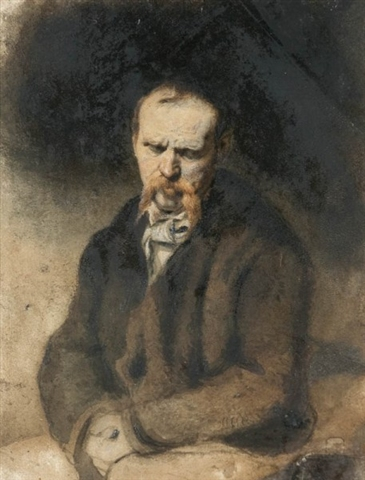
Portret mężczyzny, przed 1865
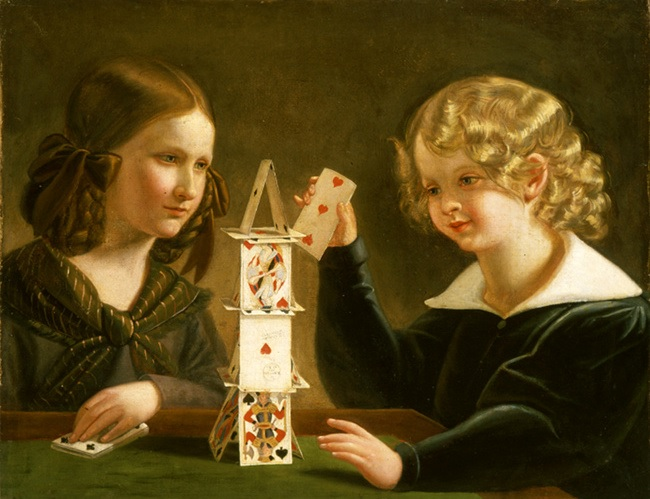
Domek z kart (Fryderyka i Rafał Maszkowscy), przed 1850
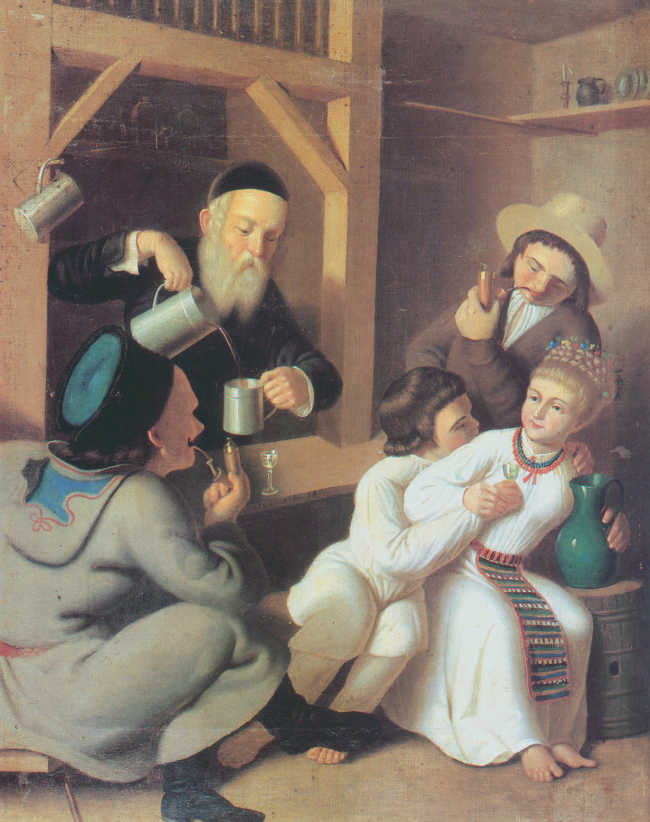
W karczmie na Podolu, przed 1865, obecnie w zbiorach Lwowskiej Galerii Sztuki
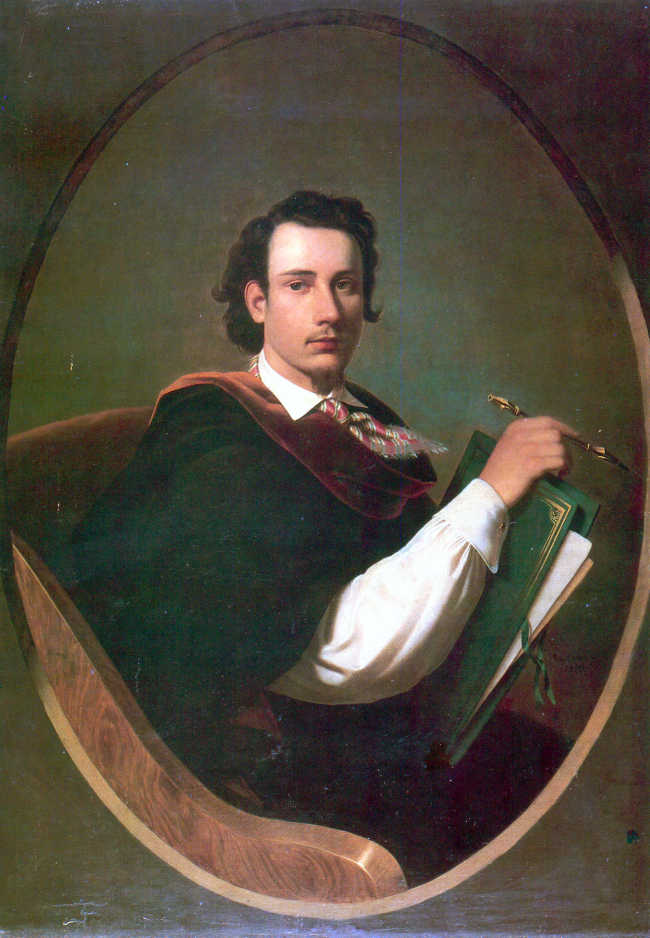
Portret Marcelego Maszkowskiego, przed 1865, obecnie w zbiorach Lwowskiej Galerii Sztuki
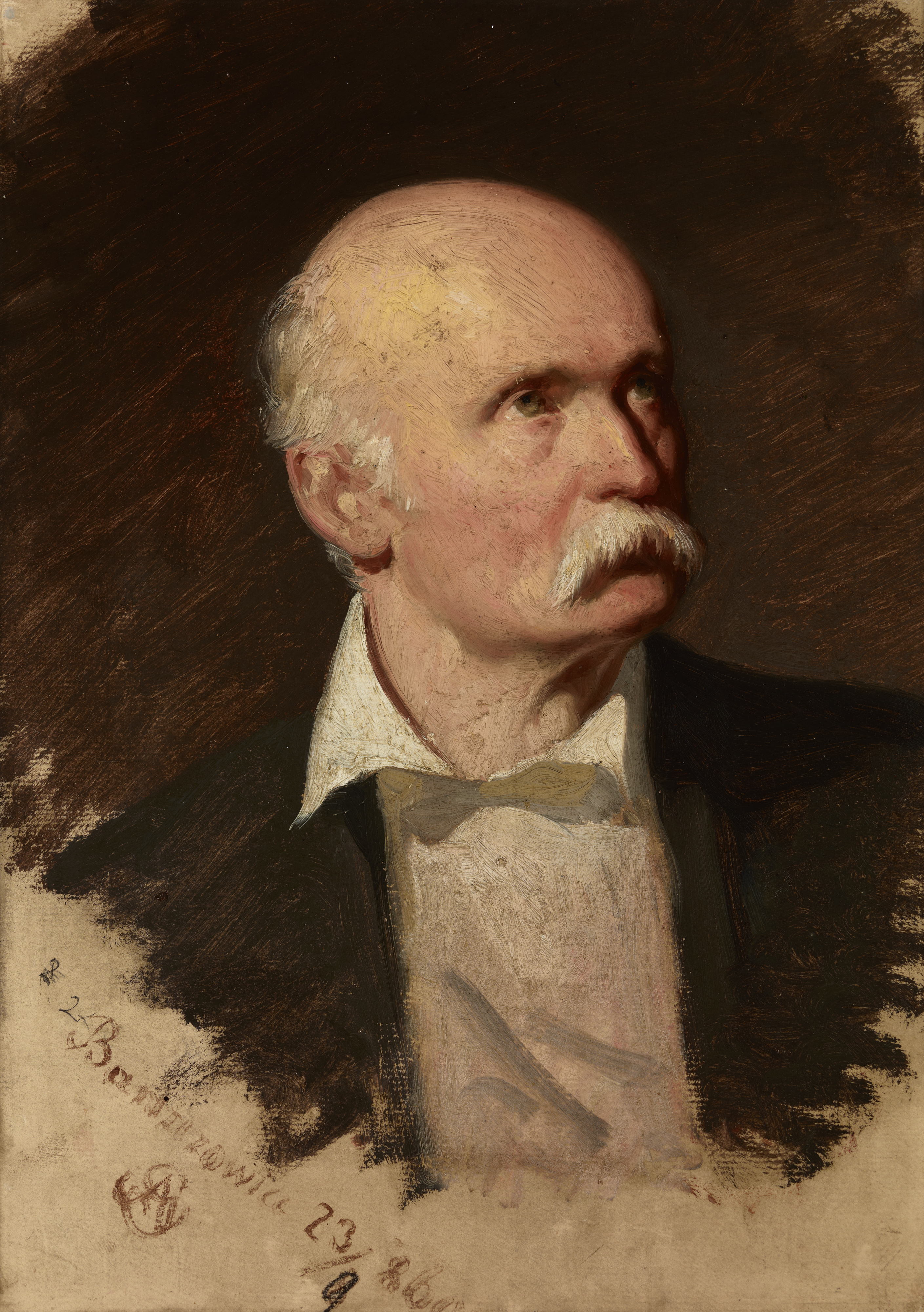
Portret Jana Kantego Maszkowskiego 1860